# Ricardo Montalbán
Ricardo Montalbán, född 25 november 1920 i Mexico City, död 14 januari 2009 i Los Angeles i Kalifornien, var en mexikansk-amerikansk skådespelare.
Montalbán medverkade i ett 80-tal filmer och TV-produktioner; han spelade bland annat siouxhövdingen Satangkai i TV-serien Familjen Macahan (1978). Även i några andra produktioner spelade han roller som indian. De roller han spelade spände över ett spektrum från science fiction (Star Trek) över boxaren i Sista ronden och prästerna i Flykt undan döden och Med en sång i mitt hjärta till musikalerna tillsammans med Esther Williams. 
Montalbán var rullstolsbunden sedan han genomgick en ryggradsoperation 1994. Han dog i sitt hem i Los Angeles 2009 och är begravd på Holy Cross Cemetery.

## Filmografi i urval
- 1947 – Fiesta (Fiesta)
- 1948 – På en ö med dej (On an Island with You)
- 1949 – Neptuns dotter (Neptune's Daughter)
- 1949 – På främmande mark (Battleground)
- 1950 – Mördare utan ansikte (Mystery Street)
- 1950 – Sista ronden (Right Cross))
- 1951 – Blixtrande klingor (Mark of the Renegade)
- 1951 – Missouri (Across the Wide Missouri)
- 1953 – Sombrero (Sombrero)
- 1953 – Romans i Rio (Latin Lovers)
- 1954 – Tyrannernas borg (The Saracen Blade)
- 1957 – Sayonara (Sayonara)
- 1964 – Indianerna (Cheyenne Autumn)
- 1965 – Två sammansvurna män (The Money Trap)
- 1966 – Med en sång i mitt hjärta (The Singing Nun)
- 1967 – Flykt undan döden (The Longest Hundred Miles) (TV-film)
- 1971 – Desertören (The Deserter)
- 1971 – Flykten från apornas planet (Escape from the Planet of the Apes)
- 1972 – Erövringen av apornas planet (Conquest of the Planet of the Apes)
- 1978 – Familjen Macahan (How the West Was Won) (TV-serie)
- 1978–1984 – Fantasy Island (TV-serie)
- 1982 – Star Trek II – Khans vrede
- 1984 – Mitt i plåten 2 (Cannonball Run II)
- 1988 – Den nakna pistolen (The Naked Gun: From the Files of Police Squad!)
- 2002 – Spy Kids 2 - De förlorade drömmarnas ö (Spy Kids 2: Island of Lost Dreams)